# Lambda Lyrae
Désignations
Lambda Lyrae (en abrégé λ Lyr) est une étoile binaire suspectée de la constellation boréale de la Lyre, qui est localisée juste au sud-est de Gamma Lyrae. Elle est visible à l'œil nu avec une magnitude apparente de 4,94. D'après la mesure de sa parallaxe annuelle par le satellite Gaia, l'étoile est distante d'environ ∼ 1 240 a.l. (∼ 380 pc) de la Terre. Elle s'en rapproche à une vitesse radiale héliocentrique de −17,4 km/s.
La composante visible est une étoile géante rouge évoluée de type spectral K2,5III:Ba0,5, avec les deux points derrière sa classe de luminosité « III » indiquant une incertitude dans cette attribution. La notation « Ba0,5 » dans le suffixe indique quant à elle que Lambda Lyrae est une étoile à baryum légère, et elle est donc suspectée d'avoir pour compagnon une naine blanche.
L'étoile est estimée être six fois plus massive que le Soleil et être âgée d'approximativement 60 millions d'années. Malgré ce jeune âge, elle a déjà quitté la séquence principale en s'étendant et en se refroidissant. Le rayon de l'étoile est ainsi environ 105 fois plus grand que le rayon solaire, elle est autour de 4 360 fois plus lumineuse que le Soleil et sa température de surface est de 4 361 K.